# Koloni
Ordet koloni kommer af latin colonia = "landbrug". I nutidigt sprogbrug er en koloni det magtområde, en stat opretter uden for sit eget territorium.
Fønikerne og den klassiske tids græske bystater oprettede kolonier langs Sortehavets og Middelhavets kyster. Formålet var dels at skaffe plads til et befolkningsoverskud i hjembyen, dels at sætte sig fast på steder, der var vigtige for handelen og søfarten.
Blandt de europæiske fyrstestater i middelalderen blev det ligeledes til en form for kolonisering - en Binnenkolonisation (de). Sprogligt set er det kun benævnelsen af bønderne (=latin: colonii) der minder herom, og studiet heraf er endnu i sin vorden. 
Efter Henrik Søfareren begyndte koloniseringen af de oversøiske kontinenter langs den vestafrikanske kyst. Den betydningsfulde pavelige bulle (Inter caetera (en)) overdrog det kastillianske fyrstedømme (en) - det nuværende Spanien - retten til hele den nye verden - dvs. Amerika. Den største kolonimagt blev Storbritannien, det britiske imperium, der i Indien opnåede noget nær politisk suverænitet, og omfanget af den europæiske specielt engelske kolonisering førte også til betegnelsen imperialisme.  Også Danmark-Norge lykkedes med at få en rørsukkerproduktion i Dansk Vestindien, kryolithbrydning i Grønland og slavekøb på Guldkysten (Ghana). 
De store landområder, som de europæiske lande gjorde krav på i Afrika, gav anledning til et veritabelt kapløb; kapløbet om Afrika. Da Tyskland havde tabt  1. verdenskrig, måtte landet afgive alle kolonier til de sejrende magter. Efter 2. verdenskrig tabte Nederlandene, England, Portugal og Frankrig deres kolonier af idealisme eller koloniernes oprør.
En sproglig påmindelse om kolonitiden findes i begrebet kolonialvarer om produkter, der blev produceret i kolonierne.